# Haruehun Airry
Haruehun Airry Noppawan, besser bekannt als Haruehun Airry (* 6. September 1986) ist ein thailändischer Fotograf.

## Biografie
Airry schloss ein Studium an der Chulalongkorn-Universität mit dem Bachelor of Arts in communications management ab.
Dort lernte er Charm Osathanond, die spätere Miss Thailand Universe 2006, kennen und begann von da an mit der Fotografie. Er lebt in Bangkok.

## Werk
Seine Arbeiten, die seit seiner Studentenzeit über asiatische Medien an Bekanntheit gewannen, sind durch seine vor allem asiatischen Männermodels geprägt. Später wurden diese auch in Zeitschriften wie Attitude oder Men’s Health Thailand publiziert.
Seine Popularität zeigt sich auch dadurch, dass einige seiner, zunächst Amateurmodels, durch die Zusammenarbeit mit ihm den Sprung in das Modelbusiness schafften. Neben seinem Beruf als Fotograf ist er auch als Medienspezialist bekannt.
Unter anderem hat er für die PR-Agentur Burson-Marsteller, im Rahmen der Burson-Marsteller Asia-Pacific Social Media Study gearbeitet. In einer der ersten thailändischen Ausgabe der Attitude wurde berichtet, dass Haruehun Airry einer der jüngsten und erfolgreichsten Fotografen in Thailand ist.